# Хејтај (Јужна Дакота)
Хејтај (енгл. Hayti) град је у америчкој савезној држави Јужна Дакота.

## Демографија
По попису из 2010. године број становника је 381, што је 14 (3,8%) становника више него 2000. године.
| Група             | 2000.       | 2010.       |
| Белци             | 362 (98,6%) | 363 (95,3%) |
| Афроамериканци    | 0 (0,0%)    | 0 (0,0%)    |
| Азијати           | 0 (0,0%)    | 0 (0,0%)    |
| Хиспаноамериканци | 0 (0,0%)    | 15 (3,9%)   |
| Укупно            | 367         | 381         |